# State of the Union (CNN)
O State of the Union é um talk show estadunidense apresentado por Jake Tapper na CNN e transmitido ao redor do mundo pela CNN International.